# Tuberoschistura cambodgiensis
Tuberoschistura cambodgiensis es una especie de peces de la familia Balitoridae en el orden de los Cypriniformes.

## Morfología
• Los machos pueden llegar alcanzar los 4 cm de longitud total.

## Distribución geográfica
Se encuentran en Asia:  cuenca del río Mekong en Camboya.

## Hábitat
Es un pez de agua dulce y de clima tropical.